# Jaques Wagner
Jaques Wagner (Río de Janeiro, 16 de mayo del 1951) es un político brasileño miembro del Partido dos Trabalhadores (PT).
Integrado en la política sindical, conoce a Lula en un congreso que fue el punto de partida para ayudar en la creación del PT en Bahía, al cual Wagner se afilia inmediatamente. En 1990 sería elegido diputado federal. Después de tres mandatos como diputado se presenta en 2002 a las elecciones a gobernador, siendo derrotado por Paulo Souto por casi un 15% en votos. Tras la derrota es designado ministro de Trabajo por Lula. Más adelante, tras los escándalos de corrupción, alcanzaría el puesto de ministro de Relaciones Institucionales.
En las elecciones a la gobernadoría del 2006 en Bahía consigue la victoria en la primera vuelta, superando al gobernador Souto. Con esta victoria acabó con 16 años de gobierno estatal del PFL. En parte, consiguió dar la vuelta a los resultados del 2002 por la popularidad del gobierno de Lula en el estado.
El 3 de octubre de 2010 fue reelegido para un nuevo período, con el 63,8% de los votos, muy por encima de Paulo Souto de DEM (16,09%) y Geddel Vieira Lima del PMDB (15,56%). Para ser elegido se apoyó en una coalición en la que solo repitieron cuatro partidos, de nueve, respecto a 2002, el PT, el PRB, el PC do B y el PSB. Además le apoyaron otros partidos: PP, PDT, Partido Social Liberal y PHS.